# Twyford (Berkshire)
Pour les articles homonymes, voir Twyford.
Twyford est un village et une paroisse civile du Berkshire, en Angleterre. Il est situé dans l'est du comté, à une dizaine de kilomètres à l'est de la ville de Reading, sur les berges de la Loddon, un affluent de la Tamise. Administrativement, il relève du borough de Wokingham. Au recensement de 2011, il comptait 6 618 habitants.

## Étymologie
Le nom Twyford, porté par plusieurs villages en Angleterre, provient des éléments vieil-anglais *twī et ford ou fyrde et désigne un « double gué ». Celui du Berkshire, dont les deux gués sont sur la rivière Loddon, est attesté en 1170 sous la forme Tuiford.

## Transports
- La route A4, qui relie Londres à Bristol, passe au nord du village.
- La gare de Twyford (en) est desservie par les trains de la Great Western Main Line

## Politique et administration

### Jumelage
| Ville | Ville  | Pays | Pays   | Période     |
| ----- | ------ | ---- | ------ | ----------- |
|       | Cuincy |      | France | depuis 2018 |